# 황지
황지(黃紙)란 누런색의 한지를 말한다. 닥나무로 만든 종이를 전통염료로 물들인 황지와,  귀리로 만든 한지로 나뉜다. 귀리는 닥나무보다 추운 지방에서 재배되고, 추운 지방의 곡물 작물로 이용할 수 있기 때문에 유용하게 쓰였다. 여진족의 후예인 재가승들은 이 황지 바치는 것으로 세금을 대신하였다. 다른 몇몇 국가에서도 귀리로 만든 종이를 사용하였다.